# Casa cu Lei (Constanța)
Casa cu lei din Constanța este un monument istoric aflat pe teritoriul municipiului Constanța.

## Galerie

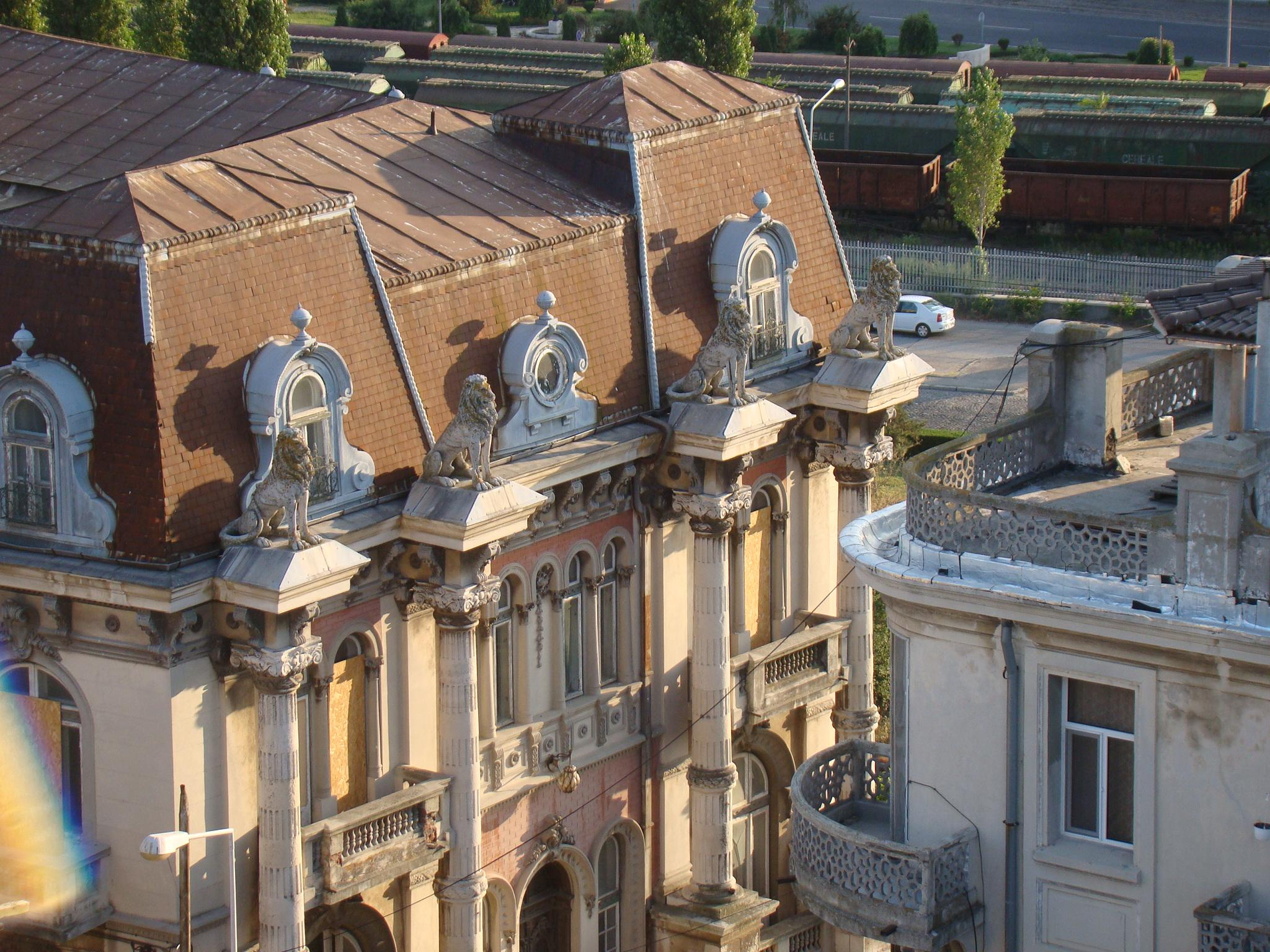
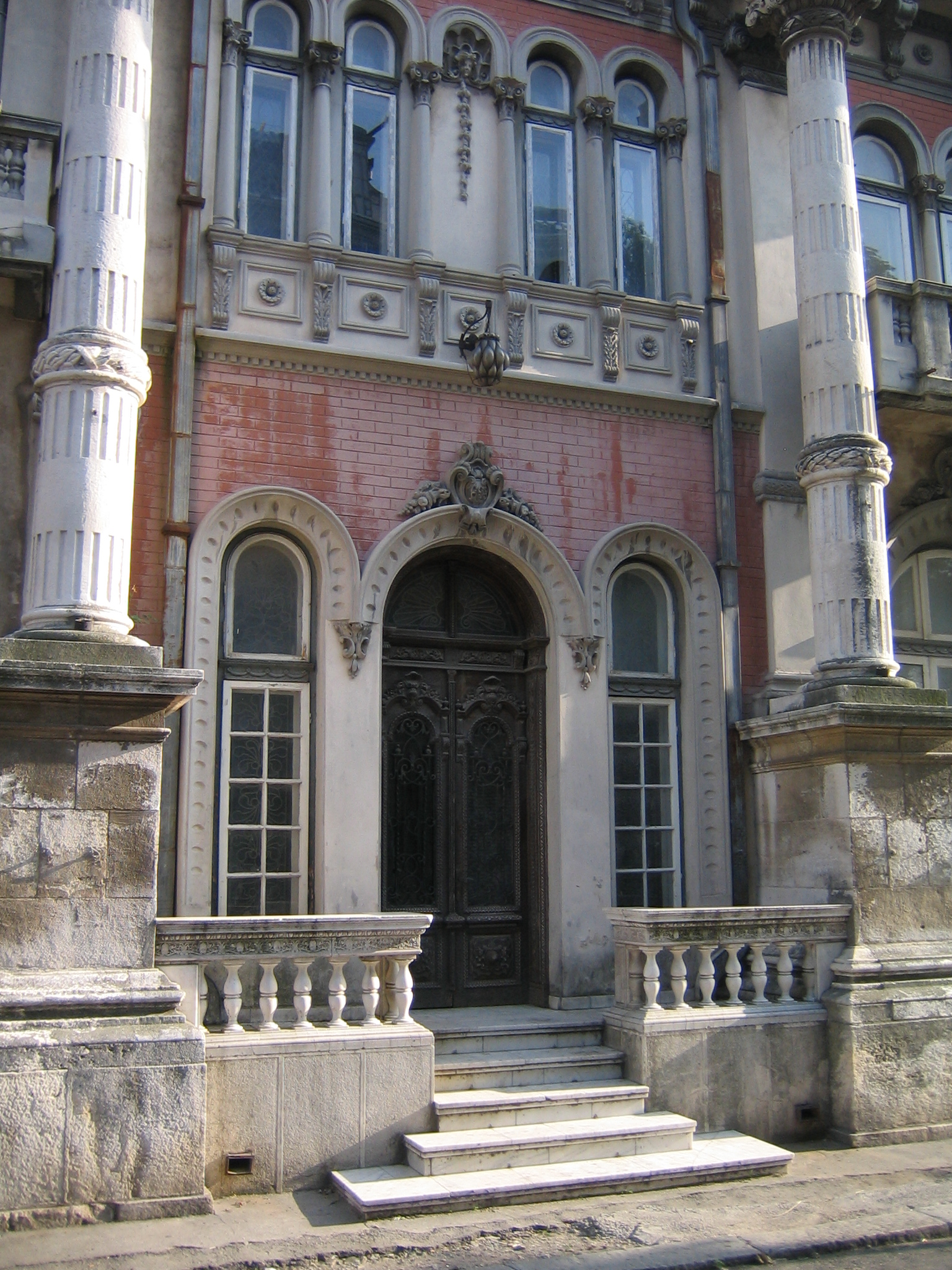
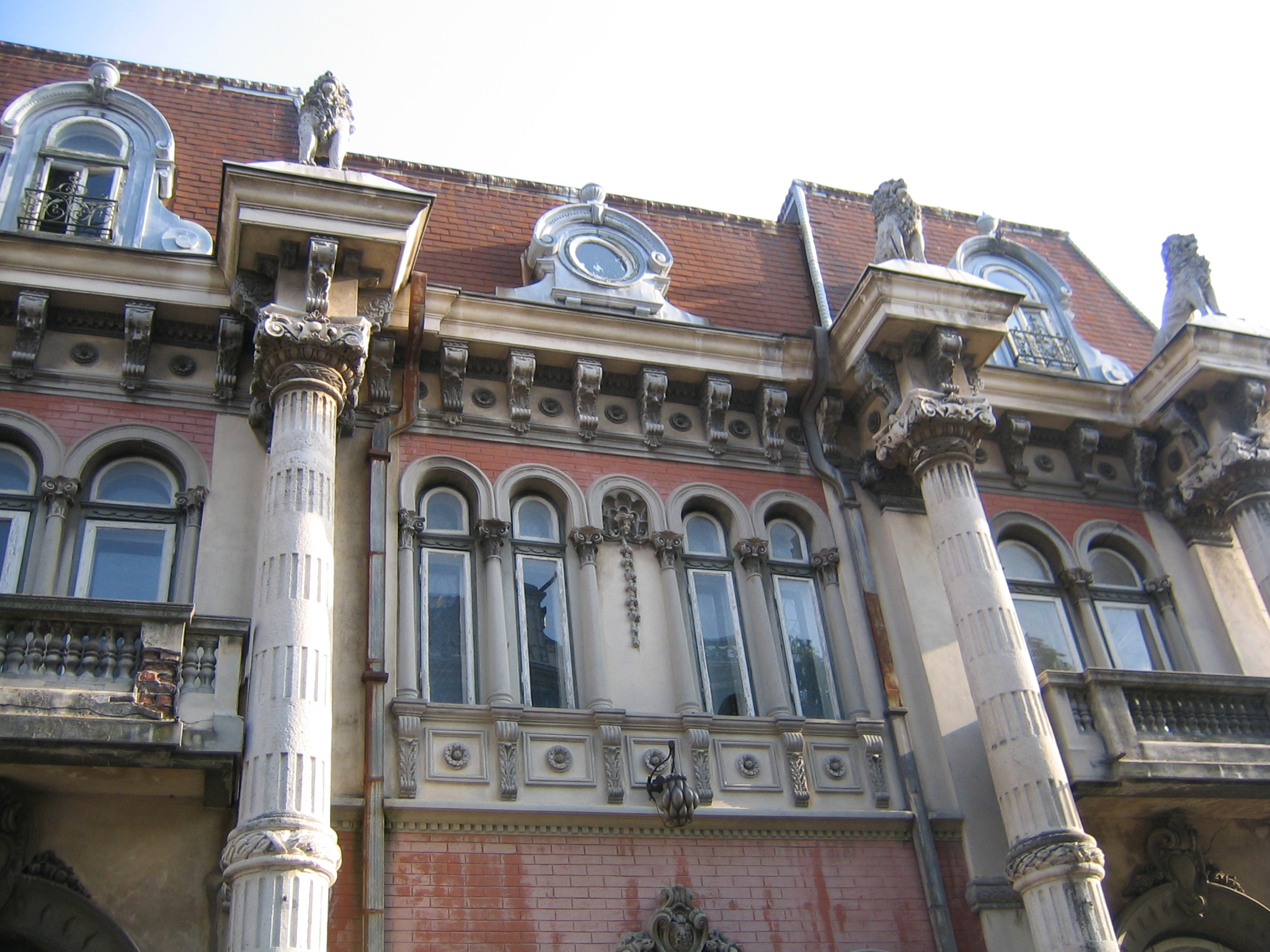
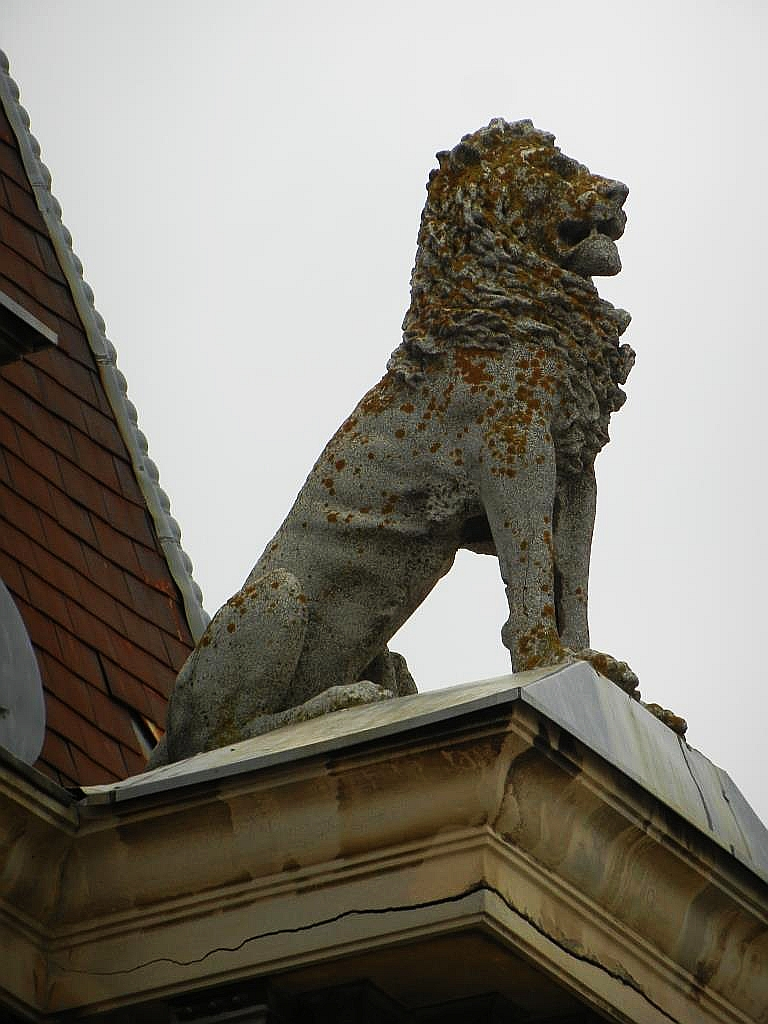